# Surfe nos Jogos Pan-Americanos de 2023 - SUP surf feminino
A competição do SUP surf feminino do surfe nos Jogos Pan-Americanos de 2023 foi disputada entre 24 e 30 de outubro de 2023 na praia de Punta de Lobos, em Pichilemu. Um total de 9 surfistas, cada uma representando um Comitê Olímpico Nacional (CON), participaram do evento.

## Calendário
Horário local (UTC−3).
| Data          | Hora  | Fase              |
| ------------- | ----- | ----------------- |
| 24 de outubro | 17:35 | Principal fase 1  |
| 25 de outubro | 13:22 | Repescagem fase 1 |
| 25 de outubro | 14:08 | Principal fase 2  |
| 26 de outubro | 15:40 | Repescagem fase 2 |
| 27 de outubro | 10:18 | Principal fase 3  |
| 27 de outubro | 12:36 | Repescagem fase 3 |
| 27 de outubro | 17:12 | Repescagem fase 4 |
| 27 de outubro | 18:21 | Principal fase 4  |
| 30 de outubro | 08:28 | Finais            |

## Medalhistas
| Ouro   | COL Izzi Gómez    |
| Prata  | BRA Aline Adisaka |
| Bronze | PER Vania Torres  |

## Resultados

### Fase principal
As vencedoras de cada bateria avançam para a próxima rodada enquanto as perdedores avançam para a respectiva rodada na repescagem.
|  |                         |                         |        |  |  |                    |                    |        |                    |                    |                   |                   |        |                |                |                   |                   |        |
|  | Fase 1                  | Fase 1                  | Fase 1 |  |  | Fase 2             | Fase 2             | Fase 2 |                    |                    | Fase 3            | Fase 3            | Fase 3 |                |                | Fase 4            | Fase 4            | Fase 4 |
|  | Fase 1                  | Fase 1                  | Fase 1 |  |  | Fase 2             | Fase 2             | Fase 2 |                    |                    | Fase 3            | Fase 3            | Fase 3 |                |                | Fase 4            | Fase 4            | Fase 4 |
|  |                         |                         |        |  |  |                    |                    |        |                    |                    |                   |                   |        |                |                |                   |                   |        |
|  |                         |                         |        |  |  |                    |                    |        |                    |                    |                   |                   |        |                |                |                   |                   |        |
|  | ARG Lucía Cosoleto      | ARG Lucía Cosoleto      | 13.33  |  |  |                    |                    |        |                    |                    |                   |                   |        |                |                |                   |                   |        |
|  | ARG Lucía Cosoleto      | ARG Lucía Cosoleto      | 13.33  |  |  |                    |                    |        |                    |                    |                   |                   |        |                |                |                   |                   |        |
|  | CAN Catherine Bruhwiler | CAN Catherine Bruhwiler | 4.84   |  |  |                    |                    |        |                    |                    |                   |                   |        |                |                |                   |                   |        |
|  | CAN Catherine Bruhwiler | CAN Catherine Bruhwiler | 4.84   |  |  |                    |                    |        |                    |                    |                   |                   |        |                |                |                   |                   |        |
|  | CHI María Lagos         | CHI María Lagos         | 5.37   |  |  | ARG Lucía Cosoleto | ARG Lucía Cosoleto | 11.50  | ARG Lucía Cosoleto | ARG Lucía Cosoleto | 8.17              |                   |        |                |                |                   |                   |        |
|  | CHI María Lagos         | CHI María Lagos         | 5.37   |  |  | ARG Lucía Cosoleto | ARG Lucía Cosoleto | 11.50  | ARG Lucía Cosoleto | ARG Lucía Cosoleto | 8.17              |                   |        |                |                |                   |                   |        |
|  |                         |                         |        |  |  | ECU Xiomara Bowen  | ECU Xiomara Bowen  | 5.07   |                    |                    |                   |                   |        |                |                |                   |                   |        |
|  |                         |                         |        |  |  | ECU Xiomara Bowen  | ECU Xiomara Bowen  | 5.07   |                    |                    |                   |                   |        |                |                |                   |                   |        |
|  | BRA Aline Adisaka       | BRA Aline Adisaka       | 10.13  |  |  | COL Izzi Gómez     | COL Izzi Gómez     | 8.17   |                    |                    | BRA Aline Adisaka | BRA Aline Adisaka | 8.43   |                |                | BRA Aline Adisaka | BRA Aline Adisaka | 6.30   |
|  | BRA Aline Adisaka       | BRA Aline Adisaka       | 10.13  |  |  | COL Izzi Gómez     | COL Izzi Gómez     | 8.17   |                    |                    | BRA Aline Adisaka | BRA Aline Adisaka | 8.43   |                |                | BRA Aline Adisaka | BRA Aline Adisaka | 6.30   |
|  | ECU Xiomara Bowen       | ECU Xiomara Bowen       | 7.77   |  |  |                    |                    |        |                    |                    |                   |                   |        |                |                |                   |                   |        |
|  | ECU Xiomara Bowen       | ECU Xiomara Bowen       | 7.77   |  |  |                    |                    |        |                    |                    |                   |                   |        |                |                |                   |                   |        |
|  | ESA Josselyn Alabi      | ESA Josselyn Alabi      | 5.56   |  |  | BRA Aline Adisaka  | BRA Aline Adisaka  | 8.16   | PER Vania Torres   | PER Vania Torres   | 3.47              |                   |        | COL Izzi Gómez | COL Izzi Gómez | 2.73              |                   |        |
|  | ESA Josselyn Alabi      | ESA Josselyn Alabi      | 5.56   |  |  | BRA Aline Adisaka  | BRA Aline Adisaka  | 8.16   | PER Vania Torres   | PER Vania Torres   | 3.47              |                   |        | COL Izzi Gómez | COL Izzi Gómez | 2.73              |                   |        |
|  |                         |                         |        |  |  | CHI María Lagos    | CHI María Lagos    | 3.17   |                    |                    |                   |                   |        |                |                |                   |                   |        |
|  |                         |                         |        |  |  | CHI María Lagos    | CHI María Lagos    | 3.17   |                    |                    |                   |                   |        |                |                |                   |                   |        |
|  | COL Izzi Gómez          | COL Izzi Gómez          | 5.10   |  |  | PER Vania Torres   | PER Vania Torres   | 10.07  |                    |                    | COL Izzi Gómez    | COL Izzi Gómez    | 7.43   |                |                |                   |                   |        |
|  | COL Izzi Gómez          | COL Izzi Gómez          | 5.10   |  |  | PER Vania Torres   | PER Vania Torres   | 10.07  |                    |                    | COL Izzi Gómez    | COL Izzi Gómez    | 7.43   |                |                |                   |                   |        |
|  | PER Vania Torres        | PER Vania Torres        | 7.53   |  |  |                    |                    |        |                    |                    |                   |                   |        |                |                |                   |                   |        |
|  | PER Vania Torres        | PER Vania Torres        | 7.53   |  |  |                    |                    |        |                    |                    |                   |                   |        |                |                |                   |                   |        |
|  | MEX Sofía Finer         | MEX Sofía Finer         | 4.20   |  |  |                    |                    |        |                    |                    |                   |                   |        |                |                |                   |                   |        |
|  | MEX Sofía Finer         | MEX Sofía Finer         | 4.20   |  |  |                    |                    |        |                    |                    |                   |                   |        |                |                |                   |                   |        |

### Repescagem
As vencedoras de cada bateria avançam para a próxima rodada. A vencedora da quarta fase da repescagem avança para a disputa pela medalha de bronze.
|  |                         |                         |        |                   |                   |                         |                         |        |                         |                         |                    |                    |        |                  |                  |                    |                    |        |
|  | Fase 1                  | Fase 1                  | Fase 1 |                   |                   | Fase 2                  | Fase 2                  | Fase 2 |                         |                         | Fase 3             | Fase 3             | Fase 3 |                  |                  | Fase 4             | Fase 4             | Fase 4 |
|  | Fase 1                  | Fase 1                  | Fase 1 |                   |                   | Fase 2                  | Fase 2                  | Fase 2 |                         |                         | Fase 3             | Fase 3             | Fase 3 |                  |                  | Fase 4             | Fase 4             | Fase 4 |
|  |                         |                         |        |                   |                   |                         |                         |        |                         |                         |                    |                    |        |                  |                  |                    |                    |        |
|  |                         |                         |        |                   |                   |                         |                         |        |                         |                         |                    |                    |        |                  |                  |                    |                    |        |
|  | MEX Sofía Finer         | MEX Sofía Finer         | 4.34   | ECU Xiomara Bowen | ECU Xiomara Bowen | 6.87                    |                         |        |                         |                         |                    |                    |        |                  |                  |                    |                    |        |
|  | MEX Sofía Finer         | MEX Sofía Finer         | 4.34   | ECU Xiomara Bowen | ECU Xiomara Bowen | 6.87                    |                         |        |                         |                         |                    |                    |        |                  |                  |                    |                    |        |
|  |                         |                         |        |                   |                   |                         |                         |        |                         |                         |                    |                    |        |                  |                  |                    |                    |        |
|  |                         |                         |        |                   |                   |                         |                         |        |                         |                         |                    |                    |        |                  |                  |                    |                    |        |
|  | CAN Catherine Bruhwiler | CAN Catherine Bruhwiler | 6.17   |                   |                   | ECU Xiomara Bowen       | ECU Xiomara Bowen       | 5.84   |                         |                         | ARG Lucía Cosoleto | ARG Lucía Cosoleto | 7.73   |                  |                  | ARG Lucía Cosoleto | ARG Lucía Cosoleto | 5.33   |
|  | CAN Catherine Bruhwiler | CAN Catherine Bruhwiler | 6.17   |                   |                   | ECU Xiomara Bowen       | ECU Xiomara Bowen       | 5.84   |                         |                         | ARG Lucía Cosoleto | ARG Lucía Cosoleto | 7.73   |                  |                  | ARG Lucía Cosoleto | ARG Lucía Cosoleto | 5.33   |
|  | ESA Josselyn Alabi      | ESA Josselyn Alabi      | 2.44   |                   |                   |                         |                         |        |                         |                         |                    |                    |        |                  |                  |                    |                    |        |
|  | ESA Josselyn Alabi      | ESA Josselyn Alabi      | 2.44   |                   |                   |                         |                         |        |                         |                         |                    |                    |        |                  |                  |                    |                    |        |
|  | MEX Sofía Finer         | MEX Sofía Finer         | 6.67   |                   |                   | CAN Catherine Bruhwiler | CAN Catherine Bruhwiler | 9.00   | CAN Catherine Bruhwiler | CAN Catherine Bruhwiler | 4.17               |                    |        | PER Vania Torres | PER Vania Torres | 8.77               |                    |        |
|  | MEX Sofía Finer         | MEX Sofía Finer         | 6.67   |                   |                   | CAN Catherine Bruhwiler | CAN Catherine Bruhwiler | 9.00   | CAN Catherine Bruhwiler | CAN Catherine Bruhwiler | 4.17               |                    |        | PER Vania Torres | PER Vania Torres | 8.77               |                    |        |
|  |                         |                         |        |                   |                   |                         |                         |        |                         |                         |                    |                    |        |                  |                  |                    |                    |        |
|  |                         |                         |        |                   |                   |                         |                         |        |                         |                         |                    |                    |        |                  |                  |                    |                    |        |
|  | CHI María Lagos         | CHI María Lagos         | 7.44   |                   |                   | PER Vania Torres        | PER Vania Torres        | 16.16  |                         |                         |                    |                    |        |                  |                  |                    |                    |        |
|  | CHI María Lagos         | CHI María Lagos         | 7.44   |                   |                   | PER Vania Torres        | PER Vania Torres        | 16.16  |                         |                         |                    |                    |        |                  |                  |                    |                    |        |

### Finais
A vencedora da disputa pelo bronze avança para a disputa da medalha de ouro enquanto a perdedora recebe a medalha de bronze.
|  | Disputa pelo bronze |                  |      |
|  |                     |                  |      |
|  | COL Izzi Gómez      | COL Izzi Gómez   | 6.33 |
|  | PER Vania Torres    | PER Vania Torres | 3.67 |

|  | Disputa pelo ouro |                   |      |
|  |                   |                   |      |
|  | BRA Aline Adisaka | BRA Aline Adisaka | 7.04 |
|  | COL Izzi Gómez    | COL Izzi Gómez    | 7.93 |